# Pleucadeuc
Pleucadeuc település Franciaországban, Morbihan megyében. Lakosainak száma 1850 fő (2022. január 1.). Pleucadeuc Malestroit, Saint-Congard, Pluherlin, Molac, Bohal és Saint-Marcel községekkel határos.

## Népesség
A település népességének változása:
| Lakosok száma | 1181 | 1331 | 1376 | 1716 | 1728 | 1752 | 1804 | 1820 | 1819 | 1850 |
|               | 1968 | 1982 | 1990 | 2006 | 2013 | 2015 | 2017 | 2019 | 2020 | 2022 |